# 죽근 콘크리트
죽근 콘크리트는 철근을 대신하여 대나무를 골조로 사용한 콘크리트 타설 공법이다. 영어로는 Bamboo Reinforced Concrete(BRC)라고 한다.

## 개요
제2차 세계대전 당시의 일본에서는 철근이 전략물자로 군에 우선 배정되었기 때문에 민간과 공공사업에서는 철근 콘크리트 구조물의 건조에 차질이 발생하였다. 당초에는 철근을 대신하여 목재를 골조로 사용한 건조물이 고안되었으나, 비용과 강도 등의 점에서 부족한 점이 있었기 때문에 전전부터 여러 차례의 연구사례가 정리된 죽근 콘크리트에 주목하게 되었다.
대나무는 아열대성 기후에서 잘 자라며, 철의 생산이 부족한 일본에서는 예로부터 토담에 망상으로 조직한 할죽재를 사용해 강도를 보강해 오는 등 제2차 세계대전 이전부터 대중적인 건축자재였다. 죽근콘크리트의 과학적 연구는 이미 다이쇼 연간에 시작되었고, 몇몇 구조물들이 다이쇼에서 쇼와시대 초기에 시험적으로 시공되었다. 본격 기술 체계는 중일전쟁 발발 후 대미개전 전인 1941년 시가현 미즈구치토목출장소장인 토목기사 가와무라 가노(河村協)의 저서 《죽근 콘크리트》의 큰 성공으로 일단 완성되어, 죽근 콘크리트는 채용되는 구조물들의 용도를 파악하여 시공 지침에 입각한 신중한 시공을 실시하는 것으로 중량-강도 등의 점에서 필요충분하다고 평가받게 되어 당시 건설된 많은 콘크리트 구조물에 이용되었다.
이러한 경위 아래에서 공법으로 확립된 죽근 콘크리트 공법이었기에 많은 죽근 콘크리트 건물들이 영구 구조물로 파악되었던 것은 전쟁 기간에 한정되어 사용되고 폐기되는 전시 설계라고 말하기 어려운 점을 가지게 하지만, 대나무의 재질 특성상 콘크리트와 접착성이 나빴다(특히 껍질 부분). 이에 골격이 이탈할 수 있었던 것과 콘크리트의 알칼리 성분에 약해 죽재 내의 지질이 분해되어 장기적으로는 강도가 떨어질 수 있던 것, 죽재 자체가 흡수-건조에 의해 팽창하고 수축하기 때문에 콘크리트에 균열이 발생할 수 있던 우려가 있던 점이 문제로 지적되었다.
카와무라는 이들의 대나무의 결점을 극복하기 위해 죽근 콘크리트 시공에 있어서는
- 대나무의 강도가 가장 세지는 4-5년재를 선정하고 죽재의 함수량이 가장 낮아지는 추계(9-11월)에 벌채를 실시한다.
- 철근 콘크리트보다 콘크리트를 여유 있게 (대체로 철근 콘크리트 시공에 비해 1cm정도 더)바를 것.
- 대나무는 환죽 그대로 쓰지 않고 가능한 한 반 할죽으로 가공하거나 톱니 모양의 요철을 가공한 뒤 일정 간격으로 번선을 동여 매어 콘크리트와의 부착성을 높이는 것.
- 환죽·할죽의 구별 없이, 대나무 마디는 깎지 않고 그대로 시공한다.
- 할죽한 경우 강도 높은 껍질 쪽에 구조물의 인장력을 가하려면 반드시 면을 향해 배근할 것.
- 대나무는 첨단부와 근원부에서 강도가 다르기 때문에 일렬로 배근할 때는 끝에 첨단·뿌리를 번갈아 배치하기.
- 대나무의 표면에 염기성 탄산염이나 감물, 콜타르와 합성 수지 도료 등을 도포하고 흡수 방지의 조치를 취하거나, 배근 작업 직전까지 대나무를 특수한 방부제에 담그고 경화 대나무로 처리한 다음 배근하고 콘크리트를 타설한다.

등의 시행 방법을 권장하고 있다. 다만 이러한 엄격한 시공 지침을 준수한 경우라도 큰 굴곡 강도가 걸린 기둥이나 형교에서는 시공 가능한 간격은 최대 4m정도가 한계이며, 대부분은 기둥과 바닥 판, 교각 기부 등의 압축 강도가 걸리는 구조물에 이용되는 정도에 그치고, 종전 후 곧 철근 자재 공급 체제가 회복되면서 죽근 콘크리트는 순식간에 사라졌다.

## 죽근의 기계적강도
카와무라의 저서에는 왕대, 담죽, 맹종죽 세 종류의 대나무의 기계적강도를 소개했다.
| 재질종류          | 압축강도 | 인장강도 | 굴곡강도 |
| ----------------- | -------- | -------- | -------- |
| 왕대              | 53.1     | 279      | 18.6     |
| 담죽              | 40.3     | 178      | 18.9     |
| 맹종죽            | 59.9     | 190      | -        |
| (참고)D19이경철근 | -        | 440-600  | -        |

## 참고 문헌
- 永冨 謙 (nagajis) 『廃道を読む (21) 竹筋コンクリートニ就テ』「日本の廃道 第21号」日本の廃道編集部、2008年
- 河村 協 (1941). 《竹筋コンクリート》. 山海堂出版. 다음 글자 무시됨: ‘和書’ (도움말)
- 細田 貫一 (1942). 《竹筋コンクリート工》. 修教社書院. 다음 글자 무시됨: ‘和書’ (도움말)